# Saint-Christophe-du-Foc
Saint-Christophe-du-Foc es una comuna francesa situada en el departamento de Mancha, en la región de Normandía.

## Demografía
| 193 | 178 | 171 | 169 | 273 | 276 | 423 |
| Para los censos de 1962 a 1999 la población legal corresponde a la población sin duplicidades (Fuente: INSEE [Consultar]) |     |     |     |     |     |     |